# Taifa di Guadix e Baza
La Taifa di Guadix e Baza era un regno o emirato (taifa) medievale di al-Andalus, che esisteva, nell'attuale Spagna meridionale, dal 1145 al 1151 circa, alla caduta dell'Impero almoravide, data in cui fu conquistata da Muhammad ibn Mardanish della Taifa di Murcia. 

La taifa era composta dalle città di Guadix e Baza (attualmente entrambe in provincia di Granada) ed i territori limitrofi, sul versante nord della Sierra Nevada.

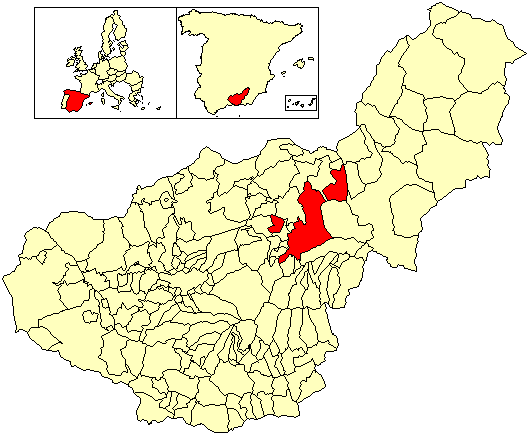
attuale estensione del comune di Guadix

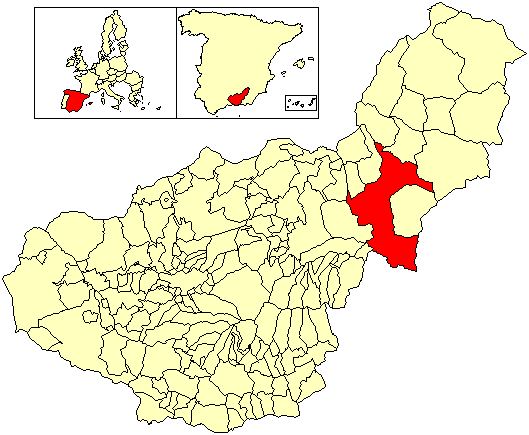
attuale estensione del comune di Baza

Massima estensione dei domini di Muhammad ibn Mardanish, nel 1160.

## Storia
Quando l'Impero almoravide perdette vigore vi fu un secondo periodo di espansione dei regni indipendenti, che viene ricordato come Seconda taifa; 
di questa taifa si hanno poche notizie: si conosce il nome del re, Ahmad ben Malham, ed il periodo di regno, dal 1145 al 1151 circa, quando la taifa venne occupata dalla Taifa di Murcia.

Muhammad ibn Mardanish, figlio del governatore di Fraga Saʿd ibn Mardanīsh (discendente da una famiglia cristiana di nome Martinez), si erse a difensore di tutto il Levante di al-Andalus, conquistando buona parte del sud di al-Andalus, arrivando sino alle porte di Granada.

### Fonti primarie
- (EN)  Muslim Spain and Portugal: A Political History of al-Andalus

### Letteratura storiografica
- Rafael Altamira, "Il califfato occidentale", in: «Storia del mondo medievale», Cambridge History of Middle Age, vol. II, 1999, pp. 477–515.]
- Rafael Altamira, La Spagna (1031-1248), in "Storia del mondo medievale", vol. V, 1999, pp. 865–896
- La recomquista